# 庄崎正訓
庄崎 正訓（しょうざき まさのり、1944年1月18日 - ）は、日本のトロンボーン奏者、作曲家、編曲家、ボイストレーナー、指揮者。

## 経歴
1944年、佐賀県生まれ。高校・大学とブラスバンドでクラリネットで活躍、コンクールで全国大会出場。「1964年東京オリンピックに出ませんか?」と陸上自衛隊中央音楽隊から誘いを受けたこともある。大学在学中、19才のとき福岡でプロのバンドに入る。1971年に上京、金井英人とキングスロアを経て自身のバンド「庄崎正訓とガッシュアウト」を結成し現在に至る。テンポの良さでタレントに信頼が厚くコンサート等の依頼が多い。
ガッシュアウト結成後は、日本テレビ専属で音楽番組の伴奏を担当。24時間テレビは第1回から参加。開始当初は昭和記念公園のコンサートでの伴奏などを経て、武道館内の演奏を担当し、1992年の番組リニューアル以降〜2018年まで武道館ステージの伴奏を継続。2019年以降はステージでの生演奏が廃止され、事前録音で引き続き番組にも関わっていたものの、2023年の事前録音を以て番組を勇退。

## 担当番組

### レギュラー
※全て日テレ専属バンド「ガッシュアウト」名義。
- NTV紅白歌のベストテン→ザ・トップテン→歌のトップテン（1979年〜1990年）
- カックラキン大放送!!（1978年〜1986年）
- ごちそうさま（1978年〜1986年）

### 特番
- 日本テレビ音楽祭→日本テレビ音楽の祭典（1982年〜1990年、その後も2001年のリニューアルまでの間は不定期で参加）
- 日本歌謡大賞を指揮、1990年大賞は堀内孝雄の恋唄綴り
- 24時間テレビ（1978年〜2023年[1][2][2]）